# I tre moschettieri (serie animata)
I tre moschettieri (The Three Musketeers) è una serie televisiva animata statunitense del 1968, creata da Hanna-Barbera.
Segmento de Lo show dei Banana Splits, la serie è basata sull'omonimo romanzo del 1844 di Alexandre Dumas. La serie è stata trasmessa per la prima volta negli Stati Uniti su NBC dal 7 settembre 1968 al 31 maggio 1969, per un totale di 18 episodi ripartiti su una stagione. In Italia è stata trasmessa dal 10 aprile 1980 su Ciao Ciao.

## Episodi
| n° | Titolo originale             | Titolo italiano                       | Prima TV USA | Prima TV Italia |
| -- | ---------------------------- | ------------------------------------- | ------------ | --------------- |
| 1  | The Littlest Musketeer       | Il più piccolo moschettiere           |              |                 |
| 2  | The Jewel of India           |                                       |              |                 |
| 3  | A Letter of Peril            | Una lettera pericolosa                |              |                 |
| 4  | The Ring                     | L'anello                              |              |                 |
| 5  | The Plot of the Puppetmaster | Il complotto del burattinaio          |              |                 |
| 6  | The Moorish Galley           | La galea Moresca                      |              |                 |
| 7  | The True King                | Il re autentico                       |              |                 |
| 8  | The Pirate Adventure         | Un'avventura piratesca                |              |                 |
| 9  | The Evil Falconer            | Il falconiere malvagio                |              |                 |
| 10 | The Mysterious Message       | Il messaggio segreto                  |              |                 |
| 11 | The Challenge for the Crown  | Una sfida al trono                    |              |                 |
| 12 | The Red Duke                 | L'uomo mascherato in rosso            |              |                 |
| 13 | The Outlaw Archer            | L'arciere fuorilegge                  |              |                 |
| 14 | Tooly's Dream                | Il sogno di Tooly                     |              |                 |
| 15 | The Haunted Castle           | Un castello abitato dai fantasmi      |              |                 |
| 16 | A Fair Day for Tooly         | Tooly potrebbe diventare moschettiere |              |                 |
| 17 | Tooly's Treasure Hunt        | Il moschettiere ad honorem            |              |                 |
| 18 | Tooly's Surprise             | Una sorpresa per Tooly                |              |                 |